# اسدالله اسد بهادر
اسدالله اسد بهادر (زاده ۱۲۵۵ کاشان - درگذشته ۱۳۲۴ تهران) دیپلمات ایرانی و از رجال انتهای دوره قاجار و دوره پهلوی بود، که در فاصله سالهای ۱۲۹۰ تا ۱۳۱۸ عهده‌دار مناصبی چون سفیر ایران در روسیه، فرانسه و سوئد بود. وی از نزدیکترین دوستان تیمورتاش بشمار می‌آمد.

## زندگی‌نامه
پدرش محمدعلی خان کاشی مردی ثروتمند بود، که در جوانی به قفقاز رفت و خانوادهٔ خود را به همراه برد و اسدالله دورهٔ ابتدایی و متوسطه را در مدارس تفلیس گذرانید. آنگاه برای ادامهٔ تحصیل عازم پطرزبورگ شد و در مدرسهٔ کودکاده، علوم نظامی تحصیل نمود و درجهٔ علمی گرفت و زبان‌های روسی و فرانسه را به خوبی فرا گرفت، سپس عازم ایران شد.
مدتی در دربار مظفرالدین شاه سمت آجودان حضوری و مترجمی داشت، سپس به استخدام در وزارت امور خارجه درآمد و مأمور روسیه گردید. قریب ده سال در سمت‌های نایب دوم، نایب اول، مستشار و کارداری در سفارت ایران در روسیه فعالیت کرد. بعد به کارداری و وزیرمختاری ایران در کشورهای اسکاندیناوی مأموریت یافت. آنگاه وزیر مختار ایران در سوئد و بعد در لهستان گردید. مدت‌ها نیز وزیر مختار ایران در پاریس بود. مأموریت او در سوئد و لهستان چند بار تجدید شد تا سرانجام رئیس تشریفات وزارت امور خارجه گردید. در ۱۳۱۷ که عروسی محمدرضا پهلوی و فوزیه پیش آمد، برای انجام مراسم تشریفات و برگزاری جشن‌ها و میهمانی‌ها، برای ریاست تشریفات دربار، شخصی لازم بود، که به تمام آداب و سنن اروپایی آشنایی داشته باشد، لذا از بین اعضای وزارت امور خارجه اسد بهادر انتخاب گردید. وی تا سال ۱۳۲۴ شاغل بود، سپس بازنشسته شد و پس از چندی درگذشت.